# 小笠原健
小笠原 健（おがさわら けん、1986年7月16日 - ）は、日本の俳優である。愛知県岡崎市出身。東海学園大学卒業。身長181cm。2015年8月まではインゴットエンタテイメントに所属していた。

## 人物
特技は歌・ギター。大学卒業後、上京したての頃は役者ではなく、アーティストを目指すべく横浜駅で路上ライブを行っていた。芝居と同じくらい音楽が大好きである。
小学校～大学まで野球部に所属しており、現在も仕事の合間を縫っては仲間内でよく野球をしてる姿が見受けられる。また、アウトドアが好きで釣りやゴルフも嗜む。俳優仲間である、横山真史とは戦友であり、大変仲が良い。ソロ、あるいは磯貝龍虎、吉岡佑、2019年から新メンバーに反橋宗一郎を加え、メンズヘラクレスという名のユニットで歌手活動をしている。ファンの総称は「メンズヘラクレス」にちなんで「メンクイ」(メンズヘラクレスのクイーンの略)と称される。面白いことが大好きなため、よくボケをかますが滑ることもしばしばある。
舞台では男気溢れる演技と力強い低音の声色を強みとしている。また作品や役柄を造り上げるためのストイックさや柔軟性も持ち合わせており、とても努力家である。
俳優仲間の中ではムードメーカー的存在。ファンに対するサービス精神も旺盛で、よく舞台等で感想の手紙を下さいと話し、ファンとの繋がりを本当に大切にしている。
家族構成は両親、妹、弟。家族仲が良く、小笠原のブログやTwitter、イベント等にも度々登場している。
2021年5月25日、元AKB48の小原春香と結婚し第1子が誕生したことを発表した。

## 出演

### テレビドラマ
- 執事喫茶にお帰りなさいませ（2009年1月、毎日放送）
- 14歳〜千原ジュニアたった一人の闘い（2009年3月、テレビ東京） - 生徒 役
- ドラマW 誘拐（2009年8月、WOWOW） - ホスト 役
- 釣りバカ日誌Season2 ～新米社員 浜崎伝助～（2017年5月19日、テレビ東京）

### 舞台
- 愛…ですね。〜ショーパブ紫〜（2009年10月16日 - 18日、小劇場 てあとるらぽう） - イゾルデ 役
- FROG-新撰組Jade Keeper-（2010年9月8日 - 12日、新宿スペース107） - 原田左之助 役
- リビング★デッド（2011年1月23日 - 30日、イマジンスタジオ） - 斎間こうじ 役
- ニコニコミュージカル#005『DEAR BOYS-Double Revenge-』（2011年4月30日 - 5月8日、シアター1010） - 藤原拓弥 役
- 2069（2011年8月6日 - 9日、恵比寿・エコー劇場）ミサオ 役
- FRAG-新撰組Vermillion Order-（2011年8月26日 - 9月4日、相鉄本多劇場 他） - 原田左之助 役
- この部屋の片隅で（2011年10月21日 - 23日、魁ホール） - ゲスト出演
- ミュージカル・テニスの王子様2ndシーズン（2012年-2014年） - 真田弦一郎 役
  - 青学vs立海（2012年7月13日 - 9月23日、TOKYO DOME CITY HALL 他）
  - SEIGAKU Farewell Party（2012年10月11日 - 14日、TOKYO DOME CITY HALL）
  - 青学vs比嘉（2012年12月20日 - 2013年2月17日、日本青年館大ホール 他）
  - コンサート Dream Live 2013（2013年4月27日 - 29日・5月3日 - 5日、横浜アリーナ 他）
  - イベント 春の大運動会 2014（2014年4月26日、横浜アリーナ）
  - 全国大会 青学vs立海（2014年7月12日 - 9月28日、TOKYO DOME CITY HALL 他）
  - コンサート Dream Live 2014 （2014年11月15日 - 16日、22日 - 24日、さいたまスーパーアリーナ 他）
- コントンクラブ image7（2013年5月29日 - 6月9日、博品館劇場） - 速見 役、他
- RADIO KILLED THE RADIO STAR（2013年6月26日 - 7月7日、俳優座劇場） - 伊集院佳祐 役
- abc★赤坂ボーイズキャバレー 表 FINAL!『最後の放電!』〜自分に喝を入れて勝つ!〜（2013年8月7日 - 11日・17日 - 18日、赤坂ACTシアター 他） - 二川隆介 役
- 30-DELUX The Remake Theater『デスティニー』（2013年10月19日 - 11月17日、赤坂ACTシアター 他） - ガルーダ 役
- Susumu Kashiwa presents 柏進20年目のPUNK！『いい男と作りたい4つの芝居』 episode1（2013年12月24日 - 25日、キッドアイラックホール）
- 舞台『BASARA 第2章』（2014年1月9日 - 14日、シアター1010） - 那智 役
- ラズベリーボーイ!!（2014年2月28日 - 3月9日、俳優座劇場） - 主演・三宅喜一 役
- 逆転裁判 逆転のスポットライト（2014年4月9日 - 13日、草月ホール） - 荷星三郎 役
- MOSH7『私を愛したスパイ』（2014年5月20日 - 25日、シアターグリーンBOX in BOX THEATER） - ゲスト出演
- ニジーローモーチャー『ニューヨークで猫を殺す方法』（2014年12月24日 - 28日、シアターグリーンBIG TREE THEATER）河東大毅 役
- タンバリンステージプレゼンツ『鬼切丸』再演 （2015年1月24日 - 2月1日、あうるすぽっと） - 主演・少年 役
- 舞台『神様のおしごと』（2015年2月27日 - 3月1日、俳優座劇場） - 主演・伊勢歩
- UMANプロデュース　Rockin'style『エデンズロック』（2015年3月25日 - 29日、新宿村LIVE） - イアン(三男) 役
- 舞台『下天の華』（2015年5月9日 - 17日、全労済ホール／スペース・ゼロ） - 主演・織田信長 役
- 30-DELUX『新版 義経千本桜』（2015年7月16日 - 31日、サンシャイン劇場 他） - 碇知盛 役
- Tk project vol.1『SOLLADO』（2015年12月23日 - 27日、笹塚ファクトリー） - 園井耕太郎 役
- おん・すてーじ『真夜中の弥次さん喜多さん』（2016年1月17日、シアターGロッソ） - 嘘の喜多さん 役
- 舞台『のぶニャがの野望 幸村と五輪の剣』（2016年2月3日 - 7日、全労済ホール／スペース・ゼロ） - 主演・さニャだ幸村 役
- Zero Projectプロデュース2016 ミュージカル『雪のプリンセス』（2016年3月30日 - 4月3日、全労済ホール／スペース・ゼロ） - コガラシ隊長 役
- 舞台『増田こうすけ劇場 ギャグマンガ日和 デラックス風味』（2016年4月6日 - 10日、AiiA 2.5 Theater Tokyo） - 河合曽良 役
- 『ヒストリーズ・ジャパン 2016ver』（2016年4月12日 - 17日、新宿シアターモリエール） - 源頼朝、山県有朋 役
- 舞台『下天の華 夢灯り』（2016年5月13日 - 23日、全労済ホール／スペース・ゼロ） - 主演・織田信長 役
- ブシプロ第1回公演『BURAI〜女王陛下は武士がお好き〜』（2016年6月9日 - 12日、東京芸術劇場 シアターウエスト） - 矢吹聡 役
- WBB vol.10.5『リバースヒストリカ2016』（2016年7月27日 - 31日、品川プリンスホテル クラブeX） - 中島 役
- 水木英昭プロデュースvol.20『眠れぬ夜のホンキートンクブルース 第二章 〜キセキ〜』（2016年8月31日 - 9月28日、紀伊國屋ホール 他） - 承太郎 役
- ハンサム落語 第八幕（2016年11月1日 - 13日、CBGKシブゲキ!! 他）
- ブシプロ追加公演『BURAI〜女王陛下は武士がお好き〜』（2016年11月22日 - 23日、大阪ABCホール） - 矢吹聡 役
- 舞台『増田こうすけ劇場 ギャグマンガ日和 〜奥の細道、地獄のランウェイ編〜』（2017年2月15日 - 21日、ラフォーレミュージアム原宿） -  主演・河合曽良 役
- Zero Projectプロデュース2017 ミュージカル 『雪のプリンセス』（2017年4月5日 - 9日、全労済ホール／スペース・ゼロ） - コガラシ隊長 役
- イケメン戦国THE STAGE（2017年 - ） - 織田信長 役
  - 〜真田幸村編〜（2017年4月19日 - 23日、銀座博品館劇場）
  - 〜織田軍 VS 海賊 毛利元就編〜（2017年8月30日 - 9月3日、銀座博品館劇場）
  - 〜織田信長編〜（2018年4月5日 - 9日、シアター1010） - 主演
  - 〜上杉謙信編〜（2019年2月21日 - 24日、サンシャイン劇場）
  - 番外編〜はじまりの物語〜（2019年12月26日 - 30日、銀座博品館劇場）
  - 〜明智光秀編〜（2020年9月4日 - 9日、EX THEATER ROPPONGI）
  - ～連合軍VS“戦乱の亡者”雑賀孫一編～」（2021年8月19日 - 23日、ヒューリックホール東京）※全公演中止[10]
  - スペシャル 初夢！～ようこそ！くらぶ乱世へ～（2022年1月14日 - 16日、シアター1010） - 主演[11]
  - ～連合軍VS“戦乱の亡者”雑賀孫一編～（2022年8月18日 - 23日、ヒューリックホール東京）[12][13]
  - ～猿飛佐助編～（2022年11月12日 - 15日、渋谷区文化総合センター大和田 さくらホール）[14][15]
  - ～帰蝶編～（2023年4月21日 - 24日、渋谷区文化総合センター大和田 伝承ホール）[16]
  - ～FINAL～（2024年8月8日 - 12日、シアター1010）-主演[17]
- 水木英昭プロデュースvol.21『眠れぬ夜のホンキートンクブルース 第三章 〜覚醒〜』（2017年6月2日 - 14日、紀伊國屋サザンシアター 他）承太郎 役
- Sweat&Tears 東京キッドブラザース 44th ｢失なわれた藍の色｣（2017年10月14日 - 22日、CBGKシブゲキ!!） - 輝彦 役
- 大伴家持生誕1300年記念演劇 大伴家持『剣に歌に、夢が翔ぶ！』（2017年11月26日 - 12月5日、高岡市民会館 他） - 橘奈良麻呂 役
- SPIRALCHARIOTS #18『レンタヒーロー』（2018年1月17日 - 21日、六行会ホール） - 主演・タロウ・ターナー (レンタルマン) 役
- Zero Projectプロデュース2018 ミュージカル 『新☆雪のプリンセス』（2018年2月21日 - 25日、新国立劇場 小劇場） - コガラシ隊長 役
- 演劇集団z-lion 『まっ透明なAsoべんきょ～』(2018年5月23日 - 27日、俳優座劇場 / 6月2日 - 3日、大阪ABCホール / 6月6日 - 7日、熱田文化小劇場） - 遥川 役
- 夢舞台『艶が～る -弐宴 土方編-』（2018年6月27日 - 7月1日、新宿村LIVE） - 主演・土方歳三 役
- トランジット・コメディアンズのコント集～2018・夏～（2018年8月1日 - 5日、博品館劇場）
- ミュージカル「ふしぎ遊戯～蒼ノ章～」（2018年10月13日 - 21日、全労済ホール／スペース・ゼロ） - 朱雀七星士 軫宿 役
- ハンサム落語 第十幕（2018年11月6日 - 13日、CBGKシブゲキ!! / 11月16日 - 18日、シアター朝日）
- 忍法浪漫剣劇「百花百狼 ～戦国忍法帖～」～月下丸の章～（2018年12月13日 - 16日、全労済ホール／スペース・ゼロ）- 石川五右衛門 役
- 男〆天魚 週刊少年てんぎょ（2019年1月23日 - 27日、ザ・ポケット） - 鎌谷十児 役
- ヒロイン（2019年4月13日 - 21日、東京芸術劇場 シアターウエスト）
- 誰ガ為のアルケミスト 舞台版「聖石の追憶」（2019年6月26日 - 30日、博品館劇場） - オライオン 役
- かくりよの宿飯 折尾屋編（2019年7月17日 - 21日、俳優座劇場） - 大旦那 役
- 東京印公演vol.16「『げんせんじゃ～！』～宝や旅館～2019」（2019年8月7日 - 12日、CBGKシブゲキ!!）[18]
- ハイパープロジェクション演劇『ハイキュー!!』 - 烏養繋心 役
  - "飛翔"（2019年11月1日 - 12月15日、TOKYO DOME CITY HALL 他）[19]
  - "最強の挑戦者"（2020年3月21日・22日、TOKYO DOME CITY HALL）※兵庫公演〜東京凱旋公演中止[20]
  - “ゴミ捨て場の決戦”（2020年10月31日 - 12月13日、TOKYO DOME CITY HALL 他）※11月15日公演中止[21][22]
  - “頂の景色・2”（2021年3月20日 - 4月24日、TOKYO DOME CITY HALL 他）※東京凱旋公演中止[23]
- 2.5次元ダンスライブ『ツキウタ。』ステージ 第10幕『月歌奇譚 太極伝奇』（2020年1月29日 -2月2日、ヒューリックホール東京） - 洞磔 役[24]
- 恋するアンチヒーロー（2020年8月29日 - 30日、三越劇場）
- WORLD ～Change The Sky～（2021年6月27日 - 7月4日、なかのZERO 大ホール） - 犬飼猛 役[25]
- 東京印 vol.21「『げんせんじゃ～！』～宝や旅館～2021」（2021年8月11日、CBGKシブゲキ!!） - 塩原 役（回替わりゲスト）[26]
- 春風外伝2021（2021年10月21日 - 25日、新国立劇場 中劇場） - 犬飼段蔵 役[27]
- 舞台「あいつが上手で下手が僕で」（2021年12月9日 - 17日、かつしかシンフォニーヒルズ モーツァルトホール / 12月23日 - 26日、東大阪市文化創造館） - 須藤 役[28]
- 舞台版「誰ガ為のアルケミスト」-Last Blue 漆黒から、君ニ-（2022年2月20日 - 27日、新宿FACE） - オライオン 役
- 舞台「ヲタクに恋は難しい」（2022年5月11日 - 15日、シアターサンモール） - 樺倉太郎 役
- イケメンシリーズ THE STAGE～世界を駆けて、祝祭を～（2022年9月24日 - 28日、シアター1010） - 織田信長 役[29]
- CINEMATIC STAGE『危いことなら銭になる』（2023年10月7日 - 15日、ニッショーホール / 10月21日・22日、京都劇場）[30]
- WaVe'S 第3回公演 舞台『不咲息子〜さかずきっず〜』（2024年3月27日 - 31日、ぽんプラザホール） - 辰吉樹 役[31]
- 東京印vol.27『THEATER』〜君に会いたい〜（2025年4月30日 - 5月4日、ザ・ポケット）[32]
- 舞台『くちびるに歌を』（2024年6月6日 - 10日、あうるすぽっと）[33]
- LEGENDSTAGE feat. カムカムミニキーナ『よろしく候〜BOTTOM OF HEART〜』（2025年6月26日 - 30日〈予定〉、シアター1010） - 幸吉 役[34][35]

### 映画
- 地下室（2009年） - バーテンダー 役
- イケてる2人（2009年）- 池田 役
- 踊る大捜査線 THE MOVIE3 ヤツらを解放せよ!（2010年） - リポーター 役
- スマグラー お前の未来を選べ（2011年） - 組員 役
- カバディーン!!!!!!!〜激突・怒黒高校篇〜（2014年） - 禅児 役
- 短編映画 青春ディスカバリーフィルム「警備員の一日」（2016年）
- 第九条（2016年7月2日）[36][37]
- U-31（2016年） - 別所 役
- Please Please Please（2016年） - 伊丹刑事 役

### イベント
- 『クッキングボーイズ』（2011年6月24-25日、StudioVad/ザ・キッチンNAKANO）
- ミニ写真集『GLOSS』発売記念イベント（2013年3月23日、StudioVad/ザ・キッチンNAKANO）
- エチュード夏の陣（2013年7月15日、博品館劇場）
- HAPPY BIRTHDAY PARTY 2013 〜2days Special Double Memorial〜（2013年8月24日、六行会ホール）
- 『クッキングボーイズ』（2013年11月23日、StudioVad/ザ・キッチンNAKANO）
- Birthday Event 2nd 〜It's showtime〜（2014年6月14日、発明会館）
- ファースト写真集＆メイキングDVD発売記念イベント（2015年1月12日、東京/1月17日、大阪）
- 俳優×芸人エチュード対決！（2015年4月5日、あるあるYY劇場）
- 水石亜飛夢2016年度カレンダー発売イベント、大阪MC（2015年11月7日、大阪・南堀江 Vedette Boite）
- 俳優×芸人イベント（2015年11月8日、あるあるYY劇場）
- 『俺はここから這い上がる！』（2016年1月16日、東京/1月30日、大阪）
- Boys Make Cafe バレンタインデースペシャル（2016年2月13日、東京/2月20日、大阪）
- 『小笠原健 バースデーイベント』（2016年7月16日、東京/7月23日、大阪）

### 朗読劇
- 星降る街（2020年7月7日 - 13日、配信上演：OPENREC） - 語り（老木） 役
- Candle Story（2020年12月14日 - 20日、配信上演：OPENREC） - 祐橙 役

### オリジナルビデオ
- ヤンキー女子高生2〜神奈川最強伝説〜（2009年） - 健 役

### その他のテレビ番組
- 戦国鍋TV 〜なんとなく歴史が学べる映像〜（2011年、テレビ神奈川ほか） - 「戦国ショッピング」ヒカル 役
- 歴史漫才 ヒストリーズ・ジャパン（2017年7月 - 9月、東名阪ネット6） - 源頼朝、山縣有朋 役

### CM
- リクルート「カーセンサー」（2011年）

### スチールモデル
- ジーンズメイト
- ピザハット

### ミュージック・ビデオ
- 岸洋佑 「ついてnothing」(2023年6月) - となりのヤンキー役

## 脚本・演出
- 「Get Back!!」（2019年9月22日 - 29日、俳優座劇場）[38]